# Sariputta

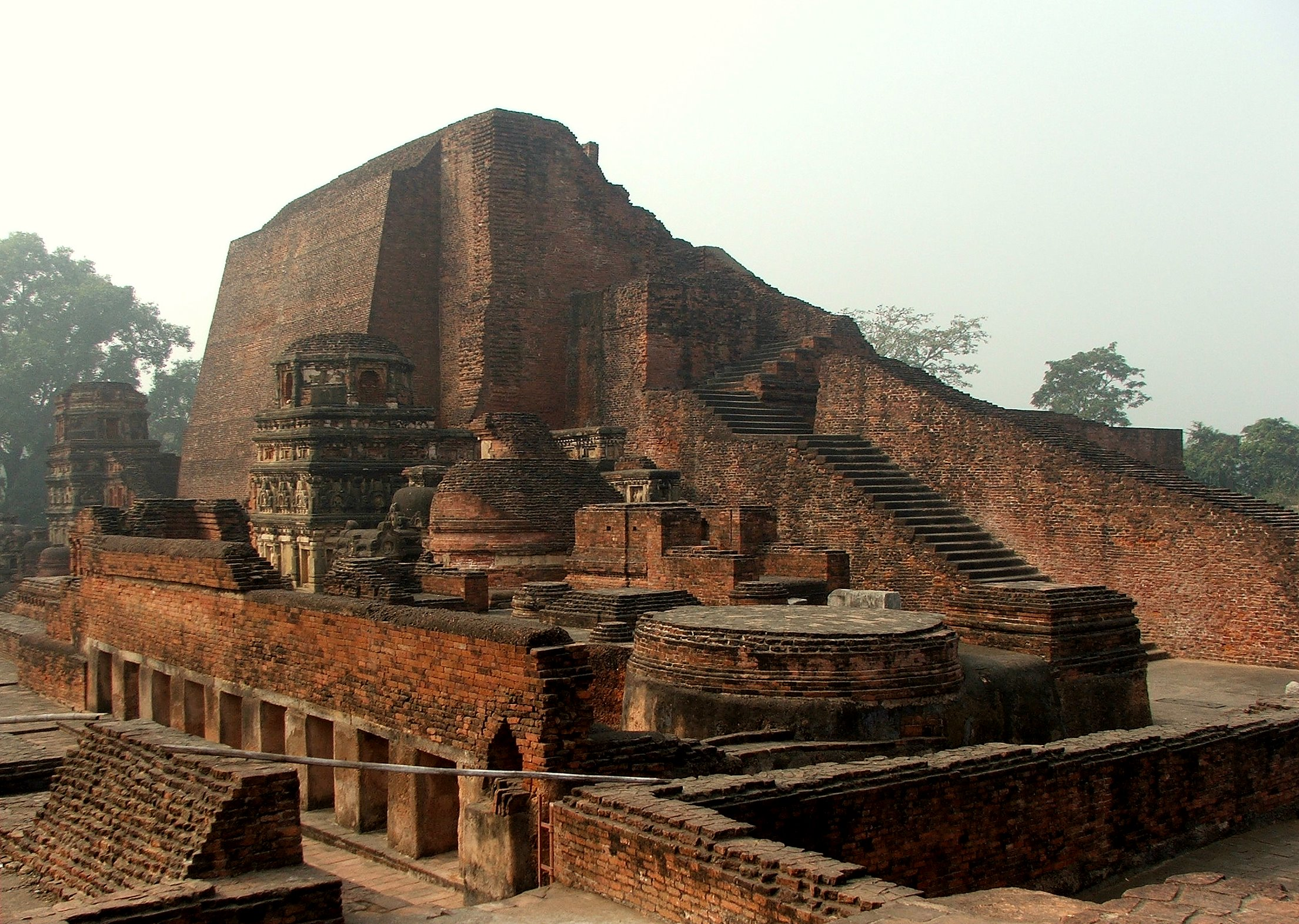
Der Sāriputta Stupa von Nalanda

Sāriputta (Pāḷi, wörtlich „Sohn der Sāri“, Sanskrit „Śāriputra“) war einer der beiden Hauptschüler Buddhas. Shariputta gilt in der buddhistischen Tradition als „Rechte Hand“ Buddhas und wurde von ihm als der weisheitsmächtigste seiner männlichen Schüler genannt, während Mahamoggallana der männliche Schüler mit den stärksten höheren Geisteskräften war. Für seine Fähigkeiten in der Weitergabe der Lehre (Dhamma) erhielt Shariputta zu Lebzeiten den Titel Dhammasenapati („Feldherr der Lehre“). Shariputta erlangte die Arahatschaft (Nibbana) während einer Lehrdarlegung Buddhas, die in Majjhima-Nikaya 74 überliefert ist.

## Leben

### Frühe Jahre und Eintritt in den Orden Buddhas
Sariputta wurde vor Buddhas Geburt in einem Dorf nahe der Stadt Rajagaha (heute: Rajgir) in Nalanda geboren, seine Eltern waren das Brahmanen-Ehepaar Rupasari und Vaganta, die ihm den Namen Upatissa gaben. Am selben Tag wurde auch sein späterer Freund Mahamoggallana in einer anderen Brahmanenfamilie in einem benachbarten Dorf als Kolita geboren.
Sariputta hatte drei Brüder (Cunda, Upasena und Revata) und drei Schwestern (Cala, Upacala und Sisupacala), die später ebenfalls in den Orden Buddhas eintraten und Arhants wurden.
Da Sariputtas Mutter im Gegensatz zu seinem Vater einige Male in Suttakommentaren erwähnt wird, während über ihn, abgesehen von seinem Namen, nichts gesagt wird, ist anzunehmen, dass er bereits früh verstarb.
Als junge Männer nahmen Sariputta und Mahamoggallana wie jedes Jahr an einem Fest in Rajagaha teil. Während er die Spiele und Tänze des Festes beobachtete, kamen Sariputta Gedanken an den eigenen Tod und er fragte sich, ob er seine Zeit nicht besser auf andere Weise verbringen sollte. Sein Freund bemerkte die Veränderung in Sariputtas Stimmung und als er ihn darauf ansprach und Sariputta ihm von seinen Gedanken erzählte, sagte Mahamoggallana, ihm sei genau derselbe Gedanke gekommen.
So entschlossen sie sich beide, ihr weltliches Leben aufzugeben und Samanas zu werden, und gaben sich das brüderliche Versprechen, wer zuerst den Weg zur Befreiung gefunden hätte, würde es dem anderen sofort mitteilen.
Sie beschlossen Schüler des Asketen Señjayo zu werden, der damals mit 250 (Samana-)Anhängern in Rajagaha lebte. Eines Tages ging der ehrwürdige Assaji, der zu den 5 ersten Mönchen gehörte, die in den Orden Buddhas eintraten, in Rajagaha auf Almosengang. Sariputta sah ihn und war so von seinem Auftreten beeindruckt, dass er ihn fragte, wer sein Lehrer sei und was dieser denn lehren würde. Nachdem dieser ihm gesagt hatte, dass Buddha sein Lehrer sei, sagte er noch folgende kurze Verse über die Lehre:
„Von den bedingt entstandenen Dingen
kennt der Tathagata [= Buddha] die Ursache
Und auch, wie sie wieder aufhören:
Das ist die Lehre des großen Asketen.“
Während Sariputta diese Verse hörte, die eine Kurzfassung der 2. edlen Wahrheit (vom Entstehen des Leidens) und der 3. edlen Wahrheit (vom Ende des Leidens) bzw. des Bedingten Entstehens sind, verwirklichte er den Stromeintritt (Siehe Nirwana – Stufen der Erlösung). Er begab sich zu Mahamoggallana und erzählte ihm, was vorgefallen war, woraufhin dieser ebenfalls Stromeingetretener wurde.
Sariputta und Mahamoggallana teilten dann den 250 Anhängern ihres früheren Lehrers Señjayo mit, dass sie sich entschlossen hatten, dem Orden Buddhas beizutreten. Diese sagten darauf, dass sie dann ebenfalls in den Orden eintreten würden, da sie die beiden als ihre Vorbilder ansähen.
Als Señjayo hörte, dass sie sich Buddha anschließen wollten, bat er Sariputta und Mahamoggallana, zusammen mit ihm die Gruppe zu leiten, um sie umzustimmen. Sie lehnten das Angebot aber ab, sagten, dass Buddha nun ihr Lehrer sei, und begaben sich zum Bambushain bei Rajagaha, in dem Buddha sich gerade aufhielt und der dem Orden von König Bimbisara von Magadha als abgeschiedener Aufenthaltsort für die Mönche und Nonnen gespendet worden war.
„Als der Erhabene [=Buddha] Sariputta und Moggallana von der Ferne herankommen sah, sprach er zu den Mönchen: ‚Die zwei Freunde Kolita und Upatissa kommen, ihr Mönche, sie werden mein Jüngerpaar werden, die höchsten und besten zwei.’

…

Es kamen Sariputta und Moggallana zum Erhabenen und fielen vor ihm nieder, sie beugten das Haupt zu seinen Füßen und sprachen:

‚Beim verehrungswürdigen Erhabenen wollen wir das heilige Leben führen, als Mönche möchten wir aufgenommen werden.’

‚Kommt ihr Mönche’ sprach der Erhabene‚ wohldargelegt ist die Lehre, nehmt das heilige Leben auf euch, um allem Leid ein Ende zu machen.’

Das war für die Ehrwürdigen die Aufnahme in den Orden.“

### Erreichen der Arahatschaft
Nach seiner Ordination blieb Sariputta in der Nähe von Rajagaha in der Sukarakhata-Höhle, die am Hang des Geierbergs (Gijjhakuta) liegt. Von dort aus machte er seine Almosenrunden in die Stadt und hatte auch Gelegenheit, Lehrreden Buddhas zu hören. Laut Buddha, der in Majjhima-Nikaya 111 Sariputtas Praxis beschreibt, erreichte er schrittweise innerhalb von zwei Wochen die 8 Jhanaa, deren unterschiedliche Faktoren er genau analysierte. Sariputta sagt von sich selbst, dass sein Fortschritt in der Praxis mühelos und mit schnellem Verständnis verbunden gewesen sei.
Zwei Wochen nach seiner Ordination war er, während Buddha einem Neffen Sariputtas eine Lehrrede hielt, anwesend und verwirklichte am Ende des Vortrags die Arahatschaft:
„Bei jener Gelegenheit stand der ehrwürdige Sariputta hinter dem Erhabenen und fächelte ihm Luft zu. Da dachte er: ‚Der Erhabene spricht in der Tat aus höherer Geisteskraft vom Überwinden dieser Dinge; der Vollendete spricht in der Tat aus höherer Geisteskraft vom Aufgeben dieser Dinge.’
Während der ehrwürdige Sariputta dies erwog, wurde sein Geist durch Nicht-Anhaften von den Trieben befreit.“
Im Suttapitaka und Vinayapitaka sind zahlreiche Episoden aus Sariputtas Leben enthalten, die sich allerdings nur teilweise chronologisch eher an den Anfang oder das Ende von Buddhas 45 Jahre dauernden Lehrtätigkeit einordnen lassen, daher sind sie unter „Wirken“ zusammengefasst.

### Letzte Tage
In den letzten Tagen seines Lebens kehrte Sariputta in seine Geburtsstadt Nalanda zu seiner Mutter Rupasari zurück, die im Gegensatz zu ihren Kindern, die alle buddhistische Mönche und Nonnen wurden, eine überzeugte Brahmanin blieb und ihre Kinder dafür verachtete.
Am Tag vor seinem Tod verwirklicht sie den Stromeintritt bei einem Gespräch mit ihm. Wie Buddha ein halbes Jahr später ermahnt auch er mit seinen letzten Worten appamadena sampadetha! (Pali: Strebt ohne Nachlässigkeit) diejenigen, die das Heilsziel der Lehre Buddhas noch nicht erreicht haben, dazu, sich unermüdlich einzusetzen, um es zu verwirklichen.

## Wirken
Nach Buddhas überlieferten Aussagen erwächst jedem Vollkommen Erwachten ein Paar hervorragender Schüler, die seine Hauptjünger sind, als Vorbilder und Mentoren für die Mönche wirken, dabei helfen, ihren spirituellen Fortschritt zu fördern, und die auch neben dem Buddha selbst für die Führung und Leitung der Ordensgemeinschaft zuständig sind. Beim historischen Buddha waren dies Sariputta und Mahamoggallana.
Als Mönch mit größter Weisheit (weisheitsmächtigste Nonne war nach Aussage Buddhas die ehrwürdige Khema) trug Sariputta zur Systematisierung und detaillierten Analyse der Lehre Buddhas bei und hatte außerdem auch eine große Begabung, sein Wissen darum an andere weiterzugeben und sie anzuleiten. Diese Fähigkeiten werden in den Lehrreden als „die vier analytischen Wissen“ bezeichnet. So lädt Sariputta, nachdem er die Arhatschaft erreicht hat, die versammelten Mönche dazu ein, falls sie irgendeinen Zweifel oder eine Unklarheit hätten, könnten sie ihn gerne darüber befragen:

„Erst seit einem halben Monate zum Mönch geweiht, hatte ich, ihr Brüder, bereits das analytische Wissen von der wahren Bedeutung...das analytische Wissen von der Gesetzmäßigkeit...das analytische Wissen von der Sprache...das analytische Wissen des Scharfsinns mir im einzelnen und bis auf den Wortlaut zu eigen gemacht. Diese verkünde ich auf mannigfache Weise, zeige und beleuchte sie, mache sie kund, lege sie dar, enthülle, analysiere und erkläre sie. Wer also einen Zweifel, eine Unklarheit hat, der möge mich befragen: ich stehe ihm Antwort.“

Charakteristisch für seine Analyse-Fähigkeit ist zum Beispiel die Lehrrede Majjhima-Nikaya 24, in der Sariputta ein Lehrgespräch mit einem anderen Mönch führt, das später als Grundgerüst für das bedeutende Kommentarwerk Visuddhimagga des Sri Lanker Mönchsgelehrten Buddhaghosa diente. Ein weiteres Beispiel ist die Lehrrede Digha-Nikaya 34, in der er über verschiedene wichtige Eigenschaften und Kategorien der Lehre Buddhas einen Gesamtüberblick gibt.
Als Lehrer und Unterweiser kümmerte sich Sariputta vor allem um den Fortschritt der neuen Mönche, um diese zum Stromeintritt zu führen (Siehe Nirwana – Stufen zur Erlösung), aber viele Mönche erreichten auch nach einer Lehrdarlegung von ihm die Arhatschaft, darunter Buddhas eigener Cousin Anuruddha. Außerdem kümmerte er sich um die Unterweisung von Laienanhängern, darunter z. B. Anathapindika, den großzügigsten Unterstützer des Ordens, den er bei Krankheit besuchte und ihm auch auf dem Totenbett noch letzte Praxisanweisungen gab.
Buddha sagte über Sariputtas Lehrtätigkeit:

„Tut euch, ihr Mönche, mit Sariputta und Moggallana zusammen und bleibt in ihrer Gesellschaft! Sie sind weise Mönche und Helfer ihrer Ordensbrüder. Sariputta ist wie eine Mutter, die gebiert, und Moggallana wie eine Amme, die das neugeborene Kind nährt. Sariputta führt seine Jünger zur Frucht des Stromeintritts und Moggallana geleitet sie zum höchsten Ziel.“

Als Hauptjünger sandte Buddha Sariputta zusammen mit seinem Jugendfreund Moggallana auch auf dringende Missionen aus, um die Einheit des Ordens zu bewahren oder wiederherzustellen und nachlässige Mönche, die sich nicht an die Ordensregeln (Vinayapitaka) hielten, zurechtzuweisen.
So beendeten die beiden Hauptjünger etwa die einzige, nur einen Tag dauernde Ordensspaltung durch Devadatta, die sich während Buddhas Lebenszeit ereignete, oder wurden von Buddha geschickt, um Mönche bei Kitagiri, die einen den Ordensregeln widersprechenden Lebenswandel führten, mit einem Ortsverweis zu belegen.
Außerdem erwartete Buddha von ihnen, dass sie sich, wenn er gerade nicht anwesend war, um den Orden kümmerten:
„Es ist so, dass entweder ich oder Sariputta und Moggallana sich um die Gemeinschaft der Mönche kümmern sollten.“
Weiter regte Sariputta Buddha auch dazu an, Ordensregeln zu erlassen, damit der Mönchs- und Nonnenorden lange Bestand haben möge.

## Bedeutung im heutigen Buddhismus
In vielen Theravada-Buddhistischen Klöstern und Tempeln stehen rechts und links einer Buddha-Statue auch Statuen von zwei Mönchen, die Sariputta und Mahamoggallana in der Position neben Buddha darstellen, die sie auch während ihres Lebens innehatten. Sie sind in Ländern, in denen Theravada verbreitet ist, ähnlich bekannt und verehrt wie z. B. im Christentum die Apostel Jesus. 

Im Mahayana wird Sariputta zwar ebenfalls als treuer Anhänger Buddhas geehrt, aber andererseits in manchen Mahayana-Sutras wie z. B. dem Vimalakirti-Sutra als Vertreter des Hinayana gesehen und damit – im Gegensatz zu den Aussagen Buddhas über Sariputta – auch teilweise als unwissend oder wenig weise dargestellt.

## Würdigung durch Buddha
„An der Spitze meiner weisheitsmächtigen Mönchsjünger steht Sariputta.“
„Ihr Mönche, Sariputta ist weise. Sariputta besitzt große Weisheit. Sariputta besitzt umfassende Weisheit; Sariputta besitzt freudebereitende Weisheit; Sariputta besitzt schnellauffassende Weisheit; Sariputta besitzt scharfsichtige Weisheit; Sariputta besitzt durchdringende Weisheit...

Wenn man zurecht von irgendjemand sagen wollte: ‚Er hat Meisterschaft und Vervollkommnung in edler Tugend erlangt, er hat Meisterschaft und Vervollkommnung in edler Geistessammlung erlangt, er hat Meisterschaft und Vervollkommnung in edler Weisheit erlangt, er hat Meisterschaft und Vervollkommnung in edler Befreiung erlangt’, so ist in der Tat Sariputta derjenige, von dem man zurecht dies sagen sollte...

Wenn man zurecht von irgendjemand sagen wollte: ‚Er ist der wahre Sohn des Erhabenen, geboren aus seiner Rede, geboren aus dem Dhamma, geformt vom Dhamma, der Erbe des Dhamma, nicht ein Erbe in materiellen Gütern.’ So ist in der Tat Sariputta derjenige, von dem man zu recht dies sagen sollte...

Nach mir, o Mönche, dreht Sariputta mit voller Berechtigung das Rad des Dhamma, so wie ich es gedreht habe.“
„Eine vertrauenerfüllte Anhängerin, ihr Mönche, die ihren einzigen, geliebten, teuren Sohn ermahnt, sollte ihn recht so ermahnen: ‚Lieber, mögest du werden wie Citta, der Hausvater oder Hatthaka von Alavaka’, denn sie sind Maßstab und Vorbild für meine männlichen Laienanhänger.
‚Wenn du aber, lieber, aus dem Haus in die Hauslosigkeit ziehst [= Mönch wirst], dann solltest du so werden wie Sāriputta und Moggallana.’ Denn Sariputta und Moggallana sind Maßstab und Vorbild für meine Mönchsjünger.“
„Möge, ihr Mönche, der von Zuversicht erfüllte Mönch solchen rechten Wunsch hegen:
‚Möge ich so werden wie Sariputta und Moggallana!', denn Sariputta und Moggallana sind Maßstab und Vorbild für meine Mönchsjünger.‘“
„Zu jener Zeit weilte der Erhabene bei den Vajjern nahe Ukkaccela am Ufer des Ganges mit einer großen Mönchsgemeinde, kurz nachdem Sariputta und Moggallana erloschen waren...und wandte sich an die Mönche:

‚Leer erscheint mir, ihr Mönche, diese Versammlung. Nachdem Sariputta und Moggallana erloschen sind, ist meine Versammlung, ihr Mönche, leer von ihnen. In welcher Gegend auch immer Sariputta und Moggallana weilten, da blieb nichts zu wünschen übrig. Die da, ihr Mönche, in vergangenen Zeiten Heilige, vollkommen Erwachte waren, diese Erhabenen alle hatten solch ein vorzügliches Jüngerpaar wie ich in Sariputta und Moggallana. Die da, ihr Mönche, in künftigen Zeiten Heilige, vollkommen Erwachte sein werden, alle diese Erhabenen werden ein solches vorzügliches Jüngerpaar haben wie ich in Sariputta und Moggallana.

Etwas erstaunliches ist es, ihr Mönche, unter den Jüngern, etwas außerordentliches ist es, ihr Mönche, unter den Jüngern wie sie die Unterweisungen und Ermahnungen des Meisters erfüllten, wie sie der vierfachen Versammlung [Anm.: Mönchen, Nonnen sowie männl. und weibl. Lainenanhängern] lieb waren, gern gesehen, wert gehalten und geschätzt von ihr.’“

## Würdigung durch Buddhisten
„Durch Wirken, Klarwissen, Wahrheit und durch Tugend, höchste Lebensart,

nur dadurch werden Menschen rein, nicht durch Geburt und durch Besitz. 

Drum prüfe, wer ein weiser Mensch, der auf sein eigenes Heil bedacht,

die Lehre ganz von Grunde auf; dann wird er eben dadurch rein,

wie Sariputta weisheitsklar, durch Tugend und durch Herzensfrieden

als Mönch ans andere Ufer kam und erster unter allen ist.“

- Laienanhänger Anathapindika 

„Wer, o Herr, sollte Sariputta nicht hoch schätzen, sofern er nicht töricht, verblendet, dumm und völlig verkehrten Sinnes ist. 
Sariputta ist voller Weisheit. Sariputta besitzt große Weisheit...umfassende Weisheit...freudebereitende Weisheit...schnellauffassende Weisheit...scharfsichtige Weisheit...durchdringende Weisheit. 

Sariputta ist genügsam, zufrieden, er liebt die Abgeschiedenheit, braucht keine Geselligkeit, ist voller Energie, beredsam, ein guter Zuhörer, und sagt, wenn etwas böse ist.“

- Ananda
„In Buddhas Weisung gibt es niemand außer dir, der Fragen so gut beantwortet, mit Ausnahme des Mönchs Sariputta, des Marschalls der Lehre.“

- König Menandros zu Mönch Nagasena im 2. Jahrhundert v. Chr. in der Milindapañha
„Selbst unter den Arahats, die von allen Befleckungen der Leidenschaft und der Unwissenheit frei sind, leuchtet Sariputta wie der Vollmond am Sternenhimmel.“

- Nyanaponika Mahathera (1901–1994)